# Ion Agârbiceanu
Ion Agârbiceanu, nascut el 12 de setembre de 1882 à Szászcsanád, llavors Imperi Austrohongarès (actualment Cenade, județ d'Alba, Romania) i mort el 28 de maig de 1963 à Cluj, llavors República Popular de Romania, fou un sacerdot grecocatòlic, escriptor, periodista, polític i teòleg romanès, defensor de l'adhesió de la Transsilvània austrohongaresa a Romania. Fou el pare del físic Ion I. Agârbiceanu.

## Biografia

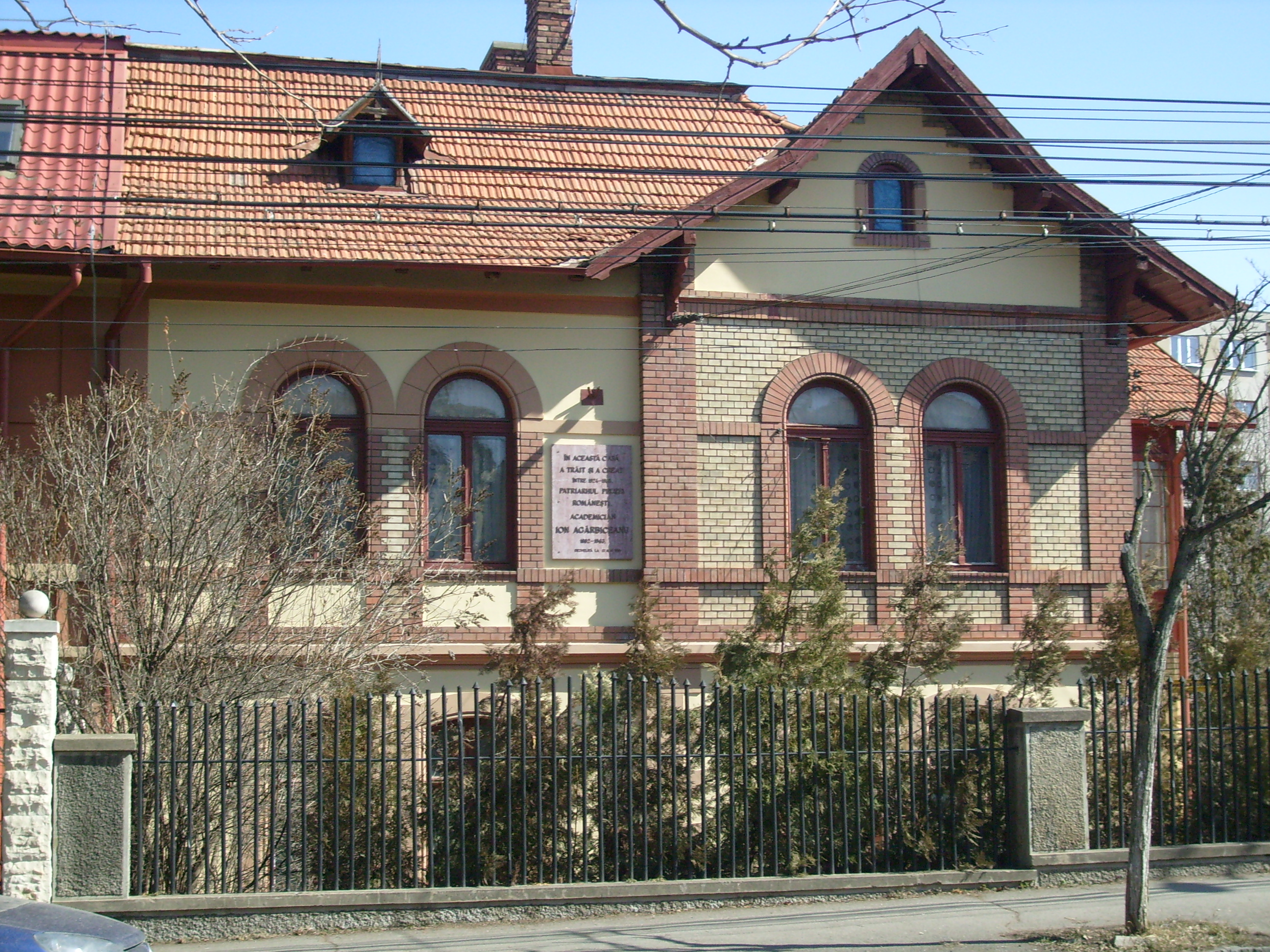
La casa de Cluj on Ion Agârbiceanu va viure i va treballar entre 1924-1963

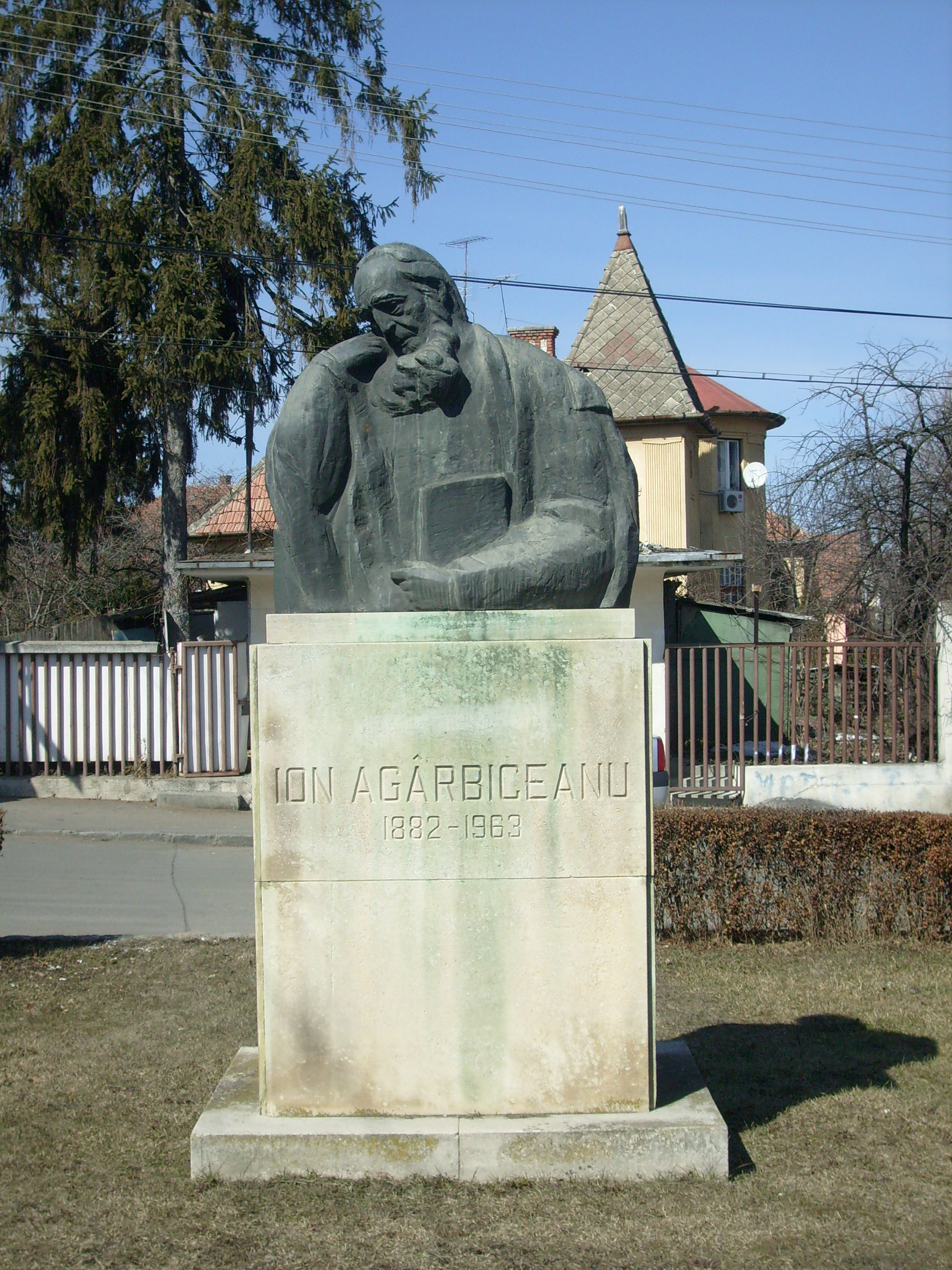
Estàtua d'Ion Agârbiceanu a Cluj

Va cursar el seus estudis secundaris al gymnasium de Blaj (1892-1900), i els superiors a la Facultat de Teologia de Budapest (1900-1904). El 1901-1902 va començar a col·laborar amb poesies als diaris „Tribuna” de Sibiu, „Gazeta Transilvaniei” (Brașov), „Familia” (Oradea), „Drapelul” (Lugoj), „Cultura creștină (Blaj). L'any 1903 va començar a col·laborar a la revista „Sămănătorul” amb Legendă în versuri.
- Sub-prefecte al internat de nois de Blaj (1904-1905);
- Al setembre del 1905 es va inscriure a la Facultat de Lletres de la Universitat de Budapest, a la secció de Llengües Clàssiques, Romàniques i Història;[1] escoltava freqüentment i activa la totalitat dels cursos organitzats per la societat „Petru Maior”. Cap a finals d'any, la revista Luceafărul imprimeix el seu primer volum d'històries curtes titulat De la țară.
- Sacerdot parroquial a Bucium-Şasa, província d'Alba, (1906-1910), i després a Orlat, província de Sibiu (1910-1916);[1] es va retirar durant la Primera Guerra Mundial a Moldàvia, d'on va ser evacuat en Rússia on durant un temps fou capellà castrense de cos de voluntaris de Transsilvània (1917-1918);[2][1]
- Després del 1918 fou director del diari „Patria” de Cluj (1919-1927),[1]i després del diari „Tribuna” també a Cluj (1938-1940).
- Va ocupar diversos càrrecs polítics al Parlament de Romania (el primer cop el 1919, després el 1922-1926), i més tard fou senador i vicepresident del Senat.
- Va ser membre del Comitè Executiu del Partit Nacional Romanès (1919).
- Va ser sacerdot i protopapa a Cluj (el 1930) i canonge a l'arquebisbat grecocatòlic de Cluj-Gherla (el 1931).
- Per la seva activitat literària, fou elegit membre corresponent (1912), i després actiu (1925) de l'ASTRA, secretari general de les seccions literàries i científiques de l'ASTRA (1925 - 1940), amb un paper important en les seves assemblees generals anuals. Durant un temps fou editor de la revista „Transilvania”.
- Fou elegit membre corresponent de l'Acadèmia Romanesa el 1919, i després membre titular de la mateixa acadèmia el 1955 Departament de Ciències Històriques, Llengua, Literatura i Art.
- Fou membre del comitè de direcció de la Societatea Scriitorilor ("Societat d'escriptors), fins a la seva mort va ser el president de la Unió de premsa romanesa a Transsilvània i Banat (des de 1921).
- Va rebre el premi nacional de prosa el 1927, l'Orde del Treball, pels seus èxits destacats "en el camp de la creació literària" el 1954 i l'Orde de l'Estrella de la República Socialista de Romania classe I el 1962.[3]
- El 28 de maig 1963 va morir a la Clínica Mèdica de Cluj després de patir un infart de miocardi. L'obituari, signat per l'Acadèmia i la Unió d'Escriptors, subratlla la seva rica i llarga activitat - més de sis dècades - en l'àmbit literari. Al seu seguici fúnebre, que va tenir lloc a Cluj el 31 de maig, l'homenatjaren personalitats personalitats de la talla de Iorgu Iordan, Zaharia Stancu, Mihai Beniuc i Mircea Zaciu.

Va ser enterrat al cementiri de Hajongard a Cluj. La seva tomba va ser declarada monument històric l'any 2012.

## Galeria

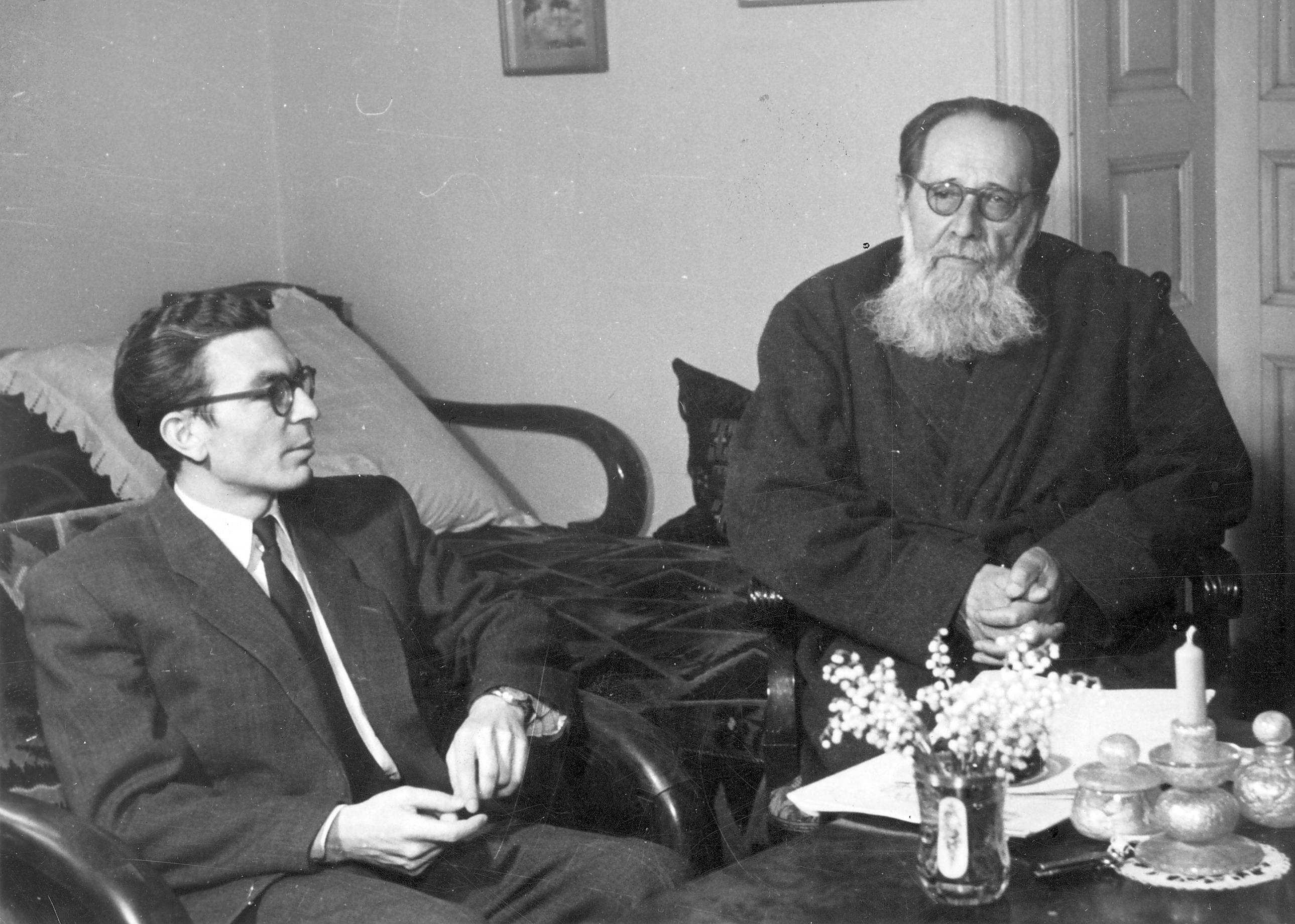
Mircea Zaciu i Ion Agârbiceanu el 1962
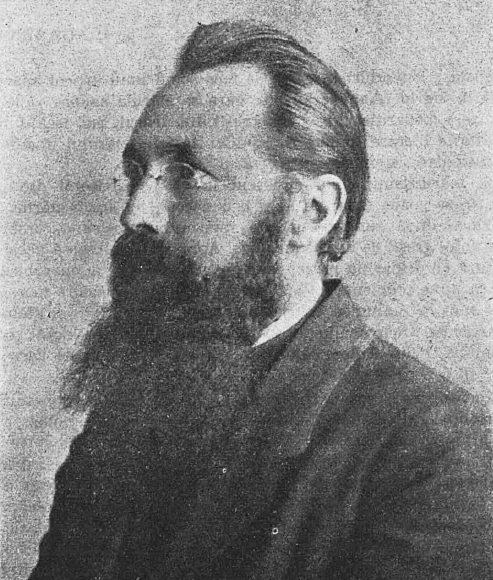
Ion Agârbiceanu
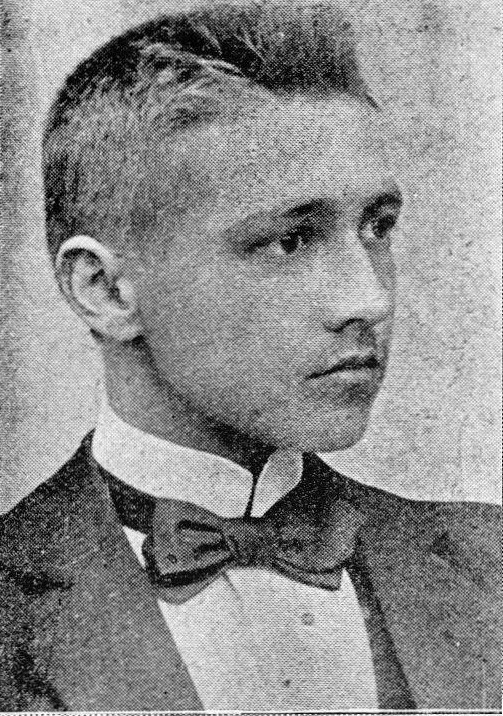
Ion Agârbiceanu el 1900

## Obra literària

### Volums publicats
- De la țară, Budapest,1905
- În clasa cultă, Vălenii de Munte, 1909
- Două iubiri, Vălenii de Munte, 1909
- În întuneric, Bucarest, 1910
- Arhanghelii. Novel·la de la vida dels romanesos transsilvans, Sibiu, 1914 (apareguda en fulletó el 1913 a la revista „Luceafărul”)
- Luncușoara în Păresemi, București, 1920
- Popa Man. Història després d'una llegenda, Bucarest, 1920, 1920
- Ceasuri de seară, Bucarest, 1921
- Trăsurica verde, Bucarest, 1921
- Chipuri de ceară, Bucarest, 1921
- Spaima, Craiova, 1922
- Dezamăgire, Bucarest, 1924
- Legea trupului. La història d'una vida, Bucarest, 1926 1926
- Legea minții. La història d'una altra vida, Bucarest, 1927
- Stana, Cluj, 1929
- Biruința, Bucarest, 1930
- Dolor. Zbuciumul lui Ilarie Bogdan, Craiova, 1930
- Răbojul lui Sfântu Petru, Bucarest, 1934
- Sectarii, Bucarest, 1938
- Licean...odinioară, Bucarest, 1939
- Amintirile, Bucarest, 1940
- Jandarmul. Un gran drama a Maramureș, Bucarest, 1941
- Domnișoara Ana, Bucarest, 1942
- În pragul vieții, Bucarest, 1942
- Vremuri și oameni. Lumea nouă, Bucarest, 1943
- Vâltoarea, Sibiu, 1944
- Din copilărie. Cares i històries, Bucarest, 1956
- Din munți și din câmpii, Bucarest, 1957
- File din cartea naturii, Bucarest, 1959
- Faraonii, Bucarest, 1961
- Strigoiul, Bucarest, 1968 (pòstuma)
- Din pragul marei treceri, Cluj, 1978 (pòstuma)
- Fața de lumină a creștinismului, Cluj-Napoca, Eikon, 2006.
- Intâiul Drum
- Nepoata lui moș Mitruț
- Opere, estudi introductiu de Mircea Zaciu, vol. I-XVIII, Bucarest, 1962-2002
- Fefeleaga-1908